# Kakarhati
Kakarhati é uma cidade e uma nagar panchayat no distrito de Panna, no estado indiano de Madhya Pradesh.

## Demografia
Segundo o censo de 2001, Kakarhati tinha uma população de 7096 habitantes. Os indivíduos do sexo masculino constituem 53% da população e os do sexo feminino 47%. Kakarhati tem uma taxa de literacia de 51%, inferior à média nacional de 59,5%: a literacia no sexo masculino é de 60% e no sexo feminino é de 40%. Em Kakarhati, 19% da população está abaixo dos 6 anos de idade.